# Bojenje grafa
Bojenje grafova. Bojenje grafa {\displaystyle G=(V,E)} je funkcija {\displaystyle f:V\rightarrow S}, pri čemu je {\displaystyle S} konačan skup boja sa svojstvom:
{\displaystyle (u,v)\in E\implies f(u)\neq f(v).}
Bojenje je {\displaystyle k}-bojenje ako je {\displaystyle |Im(f)|=k}.
Graf {\displaystyle G=(V,E)} je {\displaystyle k}-obojiv ako postoji {\displaystyle 1}-bojenje grafa za neki {\displaystyle l\leq k}.
Ako je {\displaystyle G} {\displaystyle k}-obojiv, a nije {\displaystyle k-1}-obojiv, kažemo da je {\displaystyle G} {\displaystyle k}-kromatski. Za {\displaystyle k} kažemo da je kromatski broj te ga označavamo se {\displaystyle \chi (G)}.
Ciklički graf može se obojiti samo na dva načina, dok bojenje Petersenovog grafa nije jedinstveno.

## Vanjske poveznice
- Sveučilište J. J. Strossmayera u Osijeku - Odjel za matematiku Iva Gregurić: Bojenje grafova, Osijek, 2011.